# (2939) Coconino
(2939) Coconino est un astéroïde de la ceinture principale.

## Description
(2939) Coconino est un astéroïde de la ceinture principale. Il fut découvert le 21 février 1982 à la station Anderson Mesa par Edward L. G. Bowell. Il présente une orbite caractérisée par un demi-grand axe de 2,44 UA, une excentricité de 0,16 et une inclinaison de 4,0° par rapport à l'écliptique.

## Compléments